# Viaggio a Ritaland
Viaggio a Ritaland  è un album di Rita Pavone, pubblicato nel 1968.

## Descrizione
Nel 1967 la cantante aveva firmato un contratto discografico con la casa discografica Ricordi, in un periodo di offuscamento professionale dovuto al suo matrimonio con Teddy Reno e al divorzio dei suoi genitori, argomenti oggetto di un forte accanimento da parte della stampa scandalistica.
L'album, che segna il debutto con l'etichetta, è esplicitamente dedicato ad un pubblico di giovanissimi, che come si legge nelle note interne dell'LP, vuole essere un viaggio all'interno di un mondo di fantasia, Ritaland appunto, popolato da personaggi amati dai bambini come Pinocchio, Pippo, Putiferio e altri. 
L'album contiene alcuni brani facenti parte di colonne sonore cinematografiche: Putiferio/Ninna nanna del formichino, dalla colonna sonora del film d'animazione Putiferio va alla guerra, Un-due-tre (Se marci insieme a me), dal film La feldmarescialla - Rita fugge... lui corre... egli scappa.
Altri invece, furono incisi appositamente, ma non erano presenti nelle colonne sonore originali dei film di riferimento: Il ballo dell'orso, Niente di simile al mondo e Parlare con gli animali, dalla colonna sonora del film Il favoloso dottor Dolittle e Citty Citty Bang Bang, tratto dal musical omonimo. 
Nel disco furono inseriti anche il brano Pippo non lo sa sigla del programma televisivo Chissà chi lo sa?, Lettera a Pinocchio, cover di Johnny Dorelli, e una cover di Maramao perché sei morto?.
L'album fu arrangiato da Gianni Marchetti, Berto Pisano e Detto Mariano, con testi di Castellano e Pipolo, Aldo Tamborelli, Antonio Amurri, Carlo Rossi e ai cori I Cantori Moderni di Alessandroni.

## Edizioni
L'album fu pubblicato in Italia in LP con numero di catalogo SRTL 1001. Non esiste una versione pubblicata in CD, download digitale e per le piattaforme streaming.

## Tracce
1. Palla Pallina
2. Maramao perché sei morto
3. Lettera a Pinocchio
4. Putiferio
5. Il ballo dell'orso
6. Niente di simile al mondo (I've Never Seen Anything Like It)
7. Pippo non lo sa
8. Un-due-tre (Se marci insieme a me)
9. Ninna nanna del formichino
10. Il raffreddore
11. Citty Citty Bang Bang
12. Parlare Con Gli Animali (Talk With The Animals)

## Formazione
- Rita Pavone - voce
- Gianni Marchetti - arrangiamenti orchestra (tracce 1-4, 9-11)
- Umberto Pisano - arrangiamenti orchestra (tracce 6-8, 12)
- Detto Mariano - arrangiamenti orchestra (traccia 5)
- I Cantori Moderni di Alessandroni - cori (tracce 7-8)